# 37 Korpus Strzelecki (ZSRR)
37 Korpus Strzelecki (ros. 37-й стрелковый корпус)  – wyższy związek taktyczny Armii Czerwonej.

## Formowania i walki
W 1939 roku wchodził w skład 12 Armii i wraz z wojskami III Rzeszy i Słowacji od 17 września brał udział w ataku na Polskę. Od 22 czerwca 1941 roku prowadził walki obronne, związane z atakiem III Rzeszy na Związek Radziecki, wchodząc w tym czasie w skład 6 Armii. 
Rozformowany został pod koniec 1941 roku. Sformowanie ponowne miało miejsce w 1943 roku. Szlak bojowy 37 KS prowadził przez: Melitopol, Mikołajów, Odessa, Budapeszt, okolice Czeskich Budziejowic, a zakończył się 8 lipca 1945 w rejonie Budapesztu.

## Dowódcy korpusu
- kombrig Semen Zybin[1] (14.03.1941 - 01.09.1941)

## Struktura organizacyjna
Skład w dniu ataku III Rzeszy na ZSRR:
- 80 Dywizja Piechoty, dowódca: gen. mjr Wasilij Prochorow
- 139 Dywizja Piechoty, dowódca: płk Nikołaj Łoginow
- 141 Dywizja Piechoty, dowódca: gen. mjr Jakow Tonkonogow